# Великая базилика

Герб великой базилики

Великая базилика (лат. Basilica major) — титул, который носят высшие по рангу храмы (базилики) в католицизме.
Все четыре великие базилики находятся в Риме:
- Латеранская базилика
- Собор Святого Петра
- Сан-Паоло-фуори-ле-Мура
- Санта-Мария-Маджоре